# Montpellier Hérault Sport Club 2016-2017 (femminile)
Questa voce raccoglie le informazioni riguardanti la squadra femminile del Montpellier Hérault Sport Club nelle competizioni ufficiali della stagione 2016-2017.

## Divise e sponsor
La grafica riproponeva l'abbinamento cromatico adottato dal Montpellier maschile. Main sponsor era il logo Sud de France, mentre lo sponsor tecnico, fornitore delle tenute da gioco, era Nike.
| Casa | Trasferta |

## Organigramma societario
Area tecnica
- Allenatore: Jean-Louis Saez
- Vice allenatore: Aurore Aldon
- Preparatore dei portieri:
- Preparatore atletico: Eric Nicolas
- Fisioterapista: Arnaud Barbier

## Rosa
Rosa, ruoli e numeri di maglia come da sito ufficiale, aggiornati al 25 settembre 2016.
| N. |                        | Ruolo | Calciatrice          |
| -- | ---------------------- | ----- | -------------------- |
| 1  | Francia (bandiera)     | P     | Solène Durand        |
| 4  | Francia (bandiera)     | D     | Marion Torrent       |
| 5  | Francia (bandiera)     | D     | Laura Agard          |
| 6  | Paesi Bassi (bandiera) | C     | Anouk Dekker         |
| 7  | Francia (bandiera)     | D     | Sakina Karchaoui     |
| 8  | Francia (bandiera)     | C     | Sandie Toletti       |
| 9  | Francia (bandiera)     | A     | Laëtitia Tonazzi (c) |
| 10 | Svezia (bandiera)      | A     | Sofia Jakobsson      |
| 11 | Stati Uniti (bandiera) | D     | Genessee Daughetee   |
| 13 | Francia (bandiera)     | D     | Marion Romanelli     |

| N. |                    | Ruolo | Calciatrice           |
| -- | ------------------ | ----- | --------------------- |
| 14 | Spagna (bandiera)  | C     | Virginia Torrecilla   |
| 16 | Francia (bandiera) | P     | Laëtitia Philippe     |
| 18 | Francia (bandiera) | A     | Marie-Charlotte Léger |
| 21 | Francia (bandiera) | A     | Valérie Gauvin        |
| 22 | Francia (bandiera) | D     | Morgane Nicoli        |
| 23 | Svezia (bandiera)  | D     | Linda Sembrant        |
| 24 | Francia (bandiera) | A     | Lindsey Thomas        |
| 26 | Francia (bandiera) | C     | Manon Uffren          |
| 28 | Francia (bandiera) | D     | Marine Haupais        |
| 29 | Francia (bandiera) | A     | Clarisse Le Bihan     |

## Calciomercato

### Sessione estiva
| Acquisti | Acquisti          | Acquisti | Acquisti      |
| R.       | Nome              | da       | Modalità      |
| -------- | ----------------- | -------- | ------------- |
| C        | Marine Haupais    | Rodez    | definitivo    |
| A        | Clarisse Le Bihan | Guingamp | definitivo    |
| A        | Lindsey Thomas    | Basilea  | fine prestito |

| Cessioni | Cessioni       | Cessioni            | Cessioni   |
| R.       | Nome           | a                   | Modalità   |
| -------- | -------------- | ------------------- | ---------- |
| P        | Elisa Launay   | Bordeaux            | definitivo |
| D        | Kelly Gadea    | Olympique Marsiglia | definitivo |
| C        | Andressa Alves | Barcellona          | definitivo |
| C        | Rumi Utsugi    | Seattle Reign       | definitivo |
| A        | Viviane Asseyi | Olympique Marsiglia | definitivo |
| A        | Marine Julian  | Arras               | definitivo |

### Sessione invernale
| Acquisti | Acquisti           | Acquisti         | Acquisti   |
| R.       | Nome               | da               | Modalità   |
| -------- | ------------------ | ---------------- | ---------- |
| C        | Janice Cayman      | Western NY Flash | definitivo |
| A        | Stina Blackstenius | Linköping        | definitivo |

| Cessioni | Cessioni        | Cessioni | Cessioni   |
| R.       | Nome            | a        | Modalità   |
| -------- | --------------- | -------- | ---------- |
| A        | Emelyne Laurent | Bordeaux | definitivo |

## Risultati

### Division 1

#### Girone di andata
| Arbitro: | Guillemin |

|  |           |                                                        |
|  | Marcatori | 5’ Tonazzi 8’, 13’ Thomas 86’ Torrecilla 89’ Jakobsson |

| Arbitro: | Cruchon |

|                                |           |  |
| Jakobsson 6’, 37’ Le Bihan 70’ | Marcatori |  |

| Arbitro: | Maubacq |

|  |           |                                                           |
|  | Marcatori | 36’ Agard 43’ Léger 61’ Thomas 76’ Gauvin 90+1’ Jakobsson |

| Arbitro: | Bonnin |

|                                      |           |  |
| Haupais 45’ Dekker 57’ Jakobsson 76’ | Marcatori |  |

| Arbitro: | Guillemin |

|             |           |                           |
| Diani 90+4’ | Marcatori | 29’ Toletti 49’ Jakobsson |

| Arbitro: | Coppola |

|            |           |  |
| Katoto 33’ | Marcatori |  |

| Arbitro: | Dallongeville |

|                                                                |           |  |
| Jakobsson 34’, 72’, 81’, 88’ Toletti 42’ Dekker 78’ Thomas 83’ | Marcatori |  |

| Arbitro: | Buffart |

|                                                |           |             |
| Jakobsson 7’, 64’ Tonazzi 38’ Cugat 69’ (aut.) | Marcatori | 59’ Saunier |

| Arbitro: | Guillemin |

|             |           |  |
| Tonazzi 72’ | Marcatori |  |

| Arbitro: | Bonnin |

|                       |           |            |
| Abily 5’ Le Sommer 7’ | Marcatori | 42’ Dekker |

| Arbitro: | Coppola |

|  |           |                         |
|  | Marcatori | 9’ Jakobsson 18’ Thomas |

#### Girone di ritorno
| Arbitro: | Guillemin |

|                                |           |              |
| Jakobsson 61’ Blackstenius 88’ | Marcatori | 21’ Périsset |

| Montpellier 5 febbraio 2017, ore 14:00 CET 13ª giornata | Montpellier | 0 – 0 referto | FCF Juvisy | Stadio Bernard Gasset 7 Mama Ouattara (158 spett.)\| Arbitro: \| Bonnin \| |
| Arbitro:                                                | Bonnin      |               |            |                                                                            |

| Arbitro: | Loidon |

|            |           |                        |
| Cambot 45’ | Marcatori | 52’ Toletti 64’ Cayman |

| Arbitro: | Coppola |

|  |           |                            |
|  | Marcatori | 13’, 67’ Renard 26’ Bremer |

| Arbitro: | Maubacq |

|  |           |                              |
|  | Marcatori | 5’ Blackstenius 30’ Le Bihan |

| Arbitro: | Bonnin |

|  |           |                   |
|  | Marcatori | 63’ (rig.) Cayman |

| Arbitro: | Dallongeville |

|                                                          |           |  |
| Sembrant 12’ Dekker 44’ Gauvin 56’ Cayman 64’ Thomas 89’ | Marcatori |  |

| Arbitro: | Beyer |

|  |           |                                                                             |
|  | Marcatori | 4’ Cayman 10’, 37’ Gauvin 67’ Agard 78’ Léger 81’, 84’ Thomas 90+3’ Toletti |

| Arbitro: | Buffart |

|                                                      |           |  |
| Gauvin 12’, 67’ Dekker 43’, 90’ Léger 81’ Thomas 84’ | Marcatori |  |

| Arbitro: | Dallongeville |

|                                                                                    |           |  |
| Gauvin 1’, 60’ Le Bihan 15’ Blackstenius 28’, 45’, 46’, 57’ Thomas 73’, 75’, 90+2’ | Marcatori |  |

| Arbitro: | Bartnik |

|  |           |                                             |
|  | Marcatori | 31’ Blackstenius 35’, 48’ Gauvin 85’ Cayman |

### Coppa di Francia
| Arbitro: | Bonnin |

|          |           |                            |
| Lozé 17’ | Marcatori | 72’ Jakobsson 90+6’ Cayman |

| Arbitro: | Bartnik |

|                                                |           |  |
| Léger 19’ Cayman 29’ Torrecilla 45’ Gauvin 80’ | Marcatori |  |

| 19 febbraio 2017, ore 15:00 CET Ottavi di finale | Domont    | 0 – 16 referto | Montpellier | (400 spett.) |
| \| \| \| \| \| \| Marcatori \| 4’, 20’ Thomas 12’, 15’ Cayman 22’, 47’, 52’ Le Bihan 30’, 34’ Gauvin 50’, 76’, 84’ Léger 53’, 65’, 78’, 81’ Blackstenius \| |           | |             |              |
| |           | |             |              |
| | Marcatori | 4’, 20’ Thomas 12’, 15’ Cayman 22’, 47’, 52’ Le Bihan 30’, 34’ Gauvin 50’, 76’, 84’ Léger 53’, 65’, 78’, 81’ Blackstenius |             |              |

| Arbitro: | Guillemin |

|  |           |            |
|  | Marcatori | 41’ Lavaud |

## Statistiche

### Statistiche di squadra
| Competizione     | Punti | In casa | In casa | In casa | In casa | In casa | In casa | In trasferta | In trasferta | In trasferta | In trasferta | In trasferta | In trasferta | Totale | Totale | Totale | Totale | Totale | Totale | DR  |
| Competizione     | Punti | G       | V       | N       | P       | Gf      | Gs      | G            | V            | N            | P            | Gf           | Gs           | G      | V      | N      | P      | Gf     | Gs     | DR  |
| ---------------- | ----- | ------- | ------- | ------- | ------- | ------- | ------- | ------------ | ------------ | ------------ | ------------ | ------------ | ------------ | ------ | ------ | ------ | ------ | ------ | ------ | --- |
| Division 1       | 55    | 11      | 9       | 1       | 1       | 41      | 5       | 11           | 9            | 0            | 2            | 32           | 5            | 22     | 18     | 1      | 3      | 73     | 10     | +63 |
| Coppa di Francia | -     | 2       | 1       | 0       | 1       | 4       | 1       | 2            | 2            | 0            | 0            | 18           | 1            | 4      | 3      | 0      | 1      | 22     | 2      | +20 |
| Totale           | -     | 13      | 10      | 1       | 2       | 45      | 6       | 13           | 11           | 0            | 2            | 50           | 6            | 26     | 21     | 1      | 4      | 95     | 12     | +83 |

### Andamento in campionato
| Giornata  | 1 | 2 | 3 | 4 | 5 | 6 | 7 | 8 | 9 | 10 | 11 | 12 | 13 | 14 | 15 | 16 | 17 | 18 | 19 | 20 | 21 | 22 |
| --------- | - | - | - | - | - | - | - | - | - | -- | -- | -- | -- | -- | -- | -- | -- | -- | -- | -- | -- | -- |
| Luogo     | T | C | T | C | T | T | C | C | C | T  | T  | C  | C  | T  | C  | T  | T  | C  | T  | C  | C  | T  |
| Risultato | V | V | V | V | V | P | V | V | V | P  | V  | V  | N  | V  | P  | V  | V  | V  | V  | V  | V  | V  |
| Posizione | 2 | 2 | 2 | 2 | 2 | 2 | 2 | 2 | 2 | 3  | 3  | 2  | 3  | 3  | 3  | 3  | 3  | 2  | 2  | 2  | 2  | 2  |

Legenda:

Luogo: C = Casa; T = Trasferta. Risultato: V = Vittoria; N = Pareggio; P = Sconfitta.

### Statistiche delle giocatrici
| Giocatore       | Division 1 | Division 1 | Division 1  | Division 1 | Coppa di Francia | Coppa di Francia | Coppa di Francia | Coppa di Francia | Totale   | Totale | Totale      | Totale     |
| Giocatore       | Presenze   | Reti       | Ammonizioni | Espulsioni | Presenze         | Reti             | Ammonizioni      | Espulsioni       | Presenze | Reti   | Ammonizioni | Espulsioni |
| --------------- | ---------- | ---------- | ----------- | ---------- | ---------------- | ---------------- | ---------------- | ---------------- | -------- | ------ | ----------- | ---------- |
| L. Agard        | 21         | 2          | 0           | 0          | 3                | 0                | 0                | 0                | 24       | 2      | 0           | 0          |
| S. Blackstenius | 11         | 7          | 0           | 0          | 3                | 4                | 0                | 0                | 14       | 11     | 0           | 0          |
| J. Cayman       | 11         | 5          | 0           | 0          | 4                | 4                | 0                | 0                | 15       | 9      | 0           | 0          |
| G. Daughetee    | 12         | 0          | 0           | 0          | 3                | 0                | 0                | 0                | 15       | 0      | 0           | 0          |
| A. Dekker       | 18         | 6          | 2           | 0          | 2                | 0                | 0                | 0                | 20       | 6      | 2           | 0          |
| S. Durand       | 1          | 0          | 0           | 0          | 4                | 0                | 0                | 0                | 5        | 0      | 0           | 0          |
| V. Gauvin       | 14         | 10         | 0           | 0          | 4                | 3                | 0                | 0                | 18       | 13     | 0           | 0          |
| M. Haupais      | 9          | 1          | 0           | 0          | 3                | 0                | 0                | 0                | 12       | 1      | 0           | 0          |
| S. Jakobsson    | 12         | 14         | 0           | 0          | 1                | 1                | 0                | 0                | 13       | 15     | 0           | 0          |
| B. Joly         | -          | -          | -           | -          | 0                | 0                | 0                | 0                | 0        | 0      | 0           | 0          |
| S. Karchaoui    | 17         | 0          | 1           | 0          | 2                | 0                | 0                | 0                | 19       | 0      | 1           | 0          |
| C. Le Bihan     | 19         | 3          | 0           | 0          | 2                | 3                | 0                | 0                | 21       | 6      | 0           | 0          |
| M-C. Léger      | 17         | 3          | 2           | 0          | 4                | 4                | 0                | 0                | 21       | 7      | 2           | 0          |
| N. Mondésir     | 2          | 0          | 0           | 0          | 0                | 0                | 0                | 0                | 2        | 0      | 0           | 0          |
| M. Nicoli       | 3          | 0          | 0           | 0          | 1                | 0                | 0                | 0                | 4        | 0      | 0           | 0          |
| L. Philippe     | 21         | 0          | 0           | 0          | 0                | 0                | 0                | 0                | 21       | 0      | 0           | 0          |
| M. Romanelli    | 14         | 0          | 0           | 0          | 3                | 0                | 0                | 0                | 17       | 0      | 0           | 0          |
| L. Sembrant     | 18         | 1          | 0           | 0          | 2                | 0                | 0                | 0                | 20       | 1      | 0           | 0          |
| L. Thomas       | 18         | 12         | 0           | 0          | 3                | 2                | 0                | 0                | 21       | 14     | 0           | 0          |
| S. Toletti      | 20         | 4          | 2           | 0          | 2                | 0                | 0                | 0                | 22       | 4      | 2           | 0          |
| L. Tonazzi      | 8          | 3          | 1           | 0          | 0                | 0                | 0                | 0                | 8        | 3      | 1           | 0          |
| V. Torrecilla   | 17         | 1          | 1           | 0          | 4                | 1                | 0                | 0                | 21       | 2      | 1           | 0          |
| M. Torrent      | 21         | 0          | 0           | 0          | 3                | 0                | 0                | 0                | 24       | 0      | 0           | 0          |
| M. Uffren       | 3          | 0          | 0           | 0          | 0                | 0                | 0                | 0                | 3        | 0      | 0           | 0          |